# Kurt Gustav Wilckens

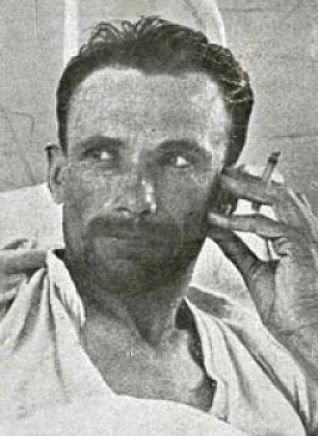
Kurt Gustav Wilckens

Kurt Gustav Wilckens (* 3. November 1886 in Bramstedt; † 15. Juni 1923 in Buenos Aires) war ein deutscher Gewerkschafter und Anarchist.

## Leben
Wilckens wurde 1886 in Bramstedt (damals noch kein 'Bad'), Kreis Segeberg, als eines von acht Kindern von August Otto Wilckens und Johanna Henriette Harms geboren. Er begann früh, in den Minen von Schlesien zu arbeiten und emigrierte mit 24 Jahren in die USA, wo er Arbeit in den Minen von Arizona fand.
Er kam in Kontakt mit der Industrial Workers of the World (IWW), einer revolutionär-syndikalistischen Gewerkschaft. Er beteiligte sich an Streiks und trat als Redner in den Massenversammlungen der Minenarbeiter auf. Gegen die wachsende Macht der Gewerkschaften in der Gegend um Bisbee heuerten die Minenbesitzer bewaffnete Streikbrecher an, die die Streikenden angriffen. Es kam zu Schießereien mit Toten auf beiden Seiten, schließlich zu einem handfesten Aufstand, der in einer Niederlage der Streikenden endete. Am 12. Juli 1917 wurden 1186 Arbeiter, darunter 104 „Wobblies“ genannte IWW-Mitglieder, festgesetzt, in 23 Viehwagen nach Hermanas, Luna County, New Mexico verfrachtet und dort nach einer 16-stündigen Fahrt ausgesetzt.
Wilckens wurde als IWW-Gewerkschaftsmitglied gefangen genommen, ihm gelang die Flucht, aber er wurde schon bald wieder gefangen und zurück nach Deutschland deportiert. In Deutschland hatte er Kontakt zur anarchistischen Zeitschrift Alarm um Carl Langer in Hamburg und wurde zu einem Mitarbeiter. Es hielt ihn aber nicht lange in Deutschland, diesmal verließ er Europa Richtung Argentinien.
Ende September 1920 kam Wilckens in Buenos Aires an. Er arbeitete eine Zeit lang als Schauermann im Hafen und bewegte sich in anarchistischen Kreisen, die damals eine Massenbasis in Argentinien hatte. Die Repression der Polizei brachte ihn im Mai 1921 für vier Monate ins Gefängnis, einer Abschiebung konnte er entgehen. Nach seiner Freilassung setzte er all seine Energie und sein Geld dafür ein, seine gefangenen Genossen zu unterstützen.
Die vom argentinischen Militär 1921 verübten Massaker an der Landbevölkerung Patagoniens verfolgte er von Buenos Aires aus. Die anarcho-syndikalistische Federación Obrera Regional Argentina (FORA) hatte die Landarbeiter zum Generalstreik organisiert; Oberst Héctor B. Varela befehligte die Massaker an ihnen mit 1500 Opfern. Sie erschütterten den von hohen ethischen Werten geleiteten Vegetarier, Abstinenzler und an einem Anarchismus von Leo Tolstoi orientierten Wilckens zutiefst.
Er entschloss sich zum Handeln und plante allein ein Attentat auf den „Schlächter von Patagonien“ Oberst Varela. Am 27. Januar 1923 warf er eine Granate auf ihn. Obwohl an den Beinen verletzt, machte dieser nun Anstalten, seinen Attentäter anzugreifen, worauf Wilckens ihn mit einem Revolver erschoss. Als Wachmänner ihn überwältigten, rief er aus: „Ich habe meine Brüder gerächt!“ Im Prozess erklärte er, dass er Varela erschoss, um zu verhindern, dass dieser jemals wieder jemanden tötet.

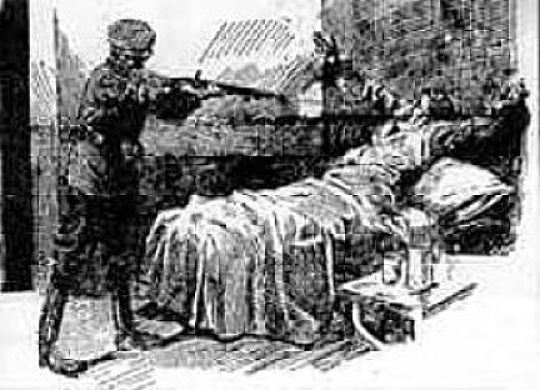
Ermordung Kurt Wilckens durch Pérez Millán, zeitgenössische Darstellung

Das Gericht verurteilte Wilckens zu 17 Jahren Gefängnis. Bei der Armee und der argentinischen Rechten stieß das in ihren Augen zu milde Urteil auf keinen Zuspruch. Ein Komplott wurde geschmiedet. In der Nacht des 15. Juni 1923 schleusten Gefängniswächter Ernesto Pérez Millán, Mitglied der faschistoiden, antisemitischen Gruppe Patriotische Liga, die von Armee, Kirche und Unternehmern unterstützt wurde, in die Haftanstalt ein. Während Wilckens in seiner Zelle schlief, schoss ihn Millan in die Brust. Wilckens starb am folgenden Tag. Danach kam es in Argentinien zu einem Generalstreik. In Deutschland kam es zu einer von der FAUD organisierten Protestkundgebung am 9. Juli 1923 in Berlin, Redner waren Rudolf Rocker, Augustin Souchy und Berthold Cahn.
Kurt Gustav Wilckens zum Gedächtnis entstanden in Argentinien Gedichte und Lieder (El Heroe), denn er galt in Argentinien als Held der Arbeiterklasse. Millan wurde wegen Unausgeglichenheit in eine Nervenklinik eingewiesen, in der er bald von einem anderen Patienten erschossen wurde.

## Mediale Rezeption
Osvaldo Bayer, den man vielleicht als das journalistische Gewissen Argentiniens bezeichnen könnte, hat als erster die Zusammenhänge des Aufstand in Patagonien seit 1968 erforscht. Es erschienen von ihm in den 1970er Jahren vier Bände unter dem Titel „Los Vengadores de la Patagonia Trágica“, in den 1990er Jahren als: La Patagonia Rebelde; Band 4 beschäftigt sich mit Kurt Wilckens. Gleichzeitig schrieb Bayer das Drehbuch zu dem Spielfilm „Patagonia rebelde“ von Héctor Olivera. 1974 gewann der Film den Silbernen Bären der Berliner Filmtage. Das Buch La Patagonia Rebelde war während der Militärdiktatur (1976 bis 1982) verboten. Die Vorführung des Films wurde bereits zuvor unter der Regierung von Isabel Perón von der Zensur untersagt und blieb ein Jahrzehnt lang verboten. Osvaldo Bayer musste nach dem Militärputsch von 1976 flüchten, er lebte 8 Jahre im Exil in Deutschland und wurde einer der bekanntesten Gegner der Diktatur. In den 1990er Jahren erschien noch ein Film von Frieder Wagner und Osvaldo Bayer mit dem Titel: „El Vindicator! (Der Rächer!) Kurt Gustav Wilckens“, es ist Bayer zu verdanken, dass dieses Kapitel der Arbeitergeschichte und der Opfer der Vergessenheit entrissen wurde! In Argentinien erschienen von „La Patagonia rebelde“ diverse Auflagen, nach dem Jahr 2000 gab Bayer noch eine Ausgabe von „La Patagonia rebelde“ ('Edition definitiva') in einem Band heraus, dies ist die Vorlage für die deutschsprachige Übersetzung von Boris Schöppner (in Zusammenarbeit mit Marlies Bayer) „Aufstand in Patagonien“, die 2010 beim Trotzdem Verlag erschienen ist. Radio Chiflado produzierte per Podcast eine kritische Würdigung zu Wilckens, (2007). In deutscher Sprache ist der Roman Woher der Wind weht von Guido R. Schmidt, der die Geschehnisse in Patagonien verarbeitet, 2010 erschienen. Im Internet existieren heute in verschiedenen Sprachen eine Vielzahl an Einträgen zum Aufstand in Patagonien/Patagonia rebelde, dem Film, zu Kurt Gustav Wilckens und anderen beteiligten des Aufstandes. In der Provinz Santa Cruz gibt es heute für alle Anführer der Landarbeiterstreiks, die 1921/22 vom Militär ermordet wurden Denkmäler. Im Heimatort Bad Bramstedt von Kurt Gustav Wilckens, ist er auch kein ganz unbekannter mehr, nach einer Flugblattaktion von Anarchosyndikalisten der FAU-IAA Hamburg im Jahr 2003, folgte ein Bericht über ihn in der Lokalpresse. 2011 folgte in seinem Heimatort eine Veranstaltung zur Erinnerung an Kurt Gustav Wilckens mit der Buchvorstellung von Aufstand in Patagonien und dem Autor Osvaldo Bayer und anschließender Filmvorführung, sowie Berichten in der Lokalpresse, unter anderem der Segeberger Zeitung.

## Film
- El Vindicator! Kurt Gustav Wilckens Film von Frieder Wagner (Regie) und Osvaldo Bayer (Drehbuch) in Spanisch (Argent./deu. 1989) vom Anarchist Film Channel über Brightcove/ChristieBooks zum Teil per Internet zu sehen, unter anderem wird der Neffe Paul Wilckens befragt, sowie anarchistische Freunde und FORA-Genossen, wie Luis Oneto, Umberto Correale u. Emilio Uriondo. Online verfügbar bei ágora tv, dort gibt es auch den Film „La Patagonia Rebelde“.

Der Film: „Kurt Gustav Wilckens“ in deutscher Sprache (gesamte Länge circa 43 Minuten. Bei YouTube):
- Teil 1 Teil 2 Teil 3